# Petr Wojnar
Petr Wojnar (Třinec, 12 gennaio 1989) è un ex calciatore ceco, di ruolo centrocampista.